# Narbolia
Narbolia ist eine italienische Gemeinde (comune) mit 1640 Einwohnern (Stand 31. Dezember 2023) in der Provinz Oristano auf Sardinien. Die Gemeinde liegt etwa 16 Kilometer nordnordwestlich von Oristano am Mittelmeer.

## Verkehr
Durch die Gemeinde führt die Strada Statale 292 Nord Occidentale Sarda von Alghero nach Oristano.

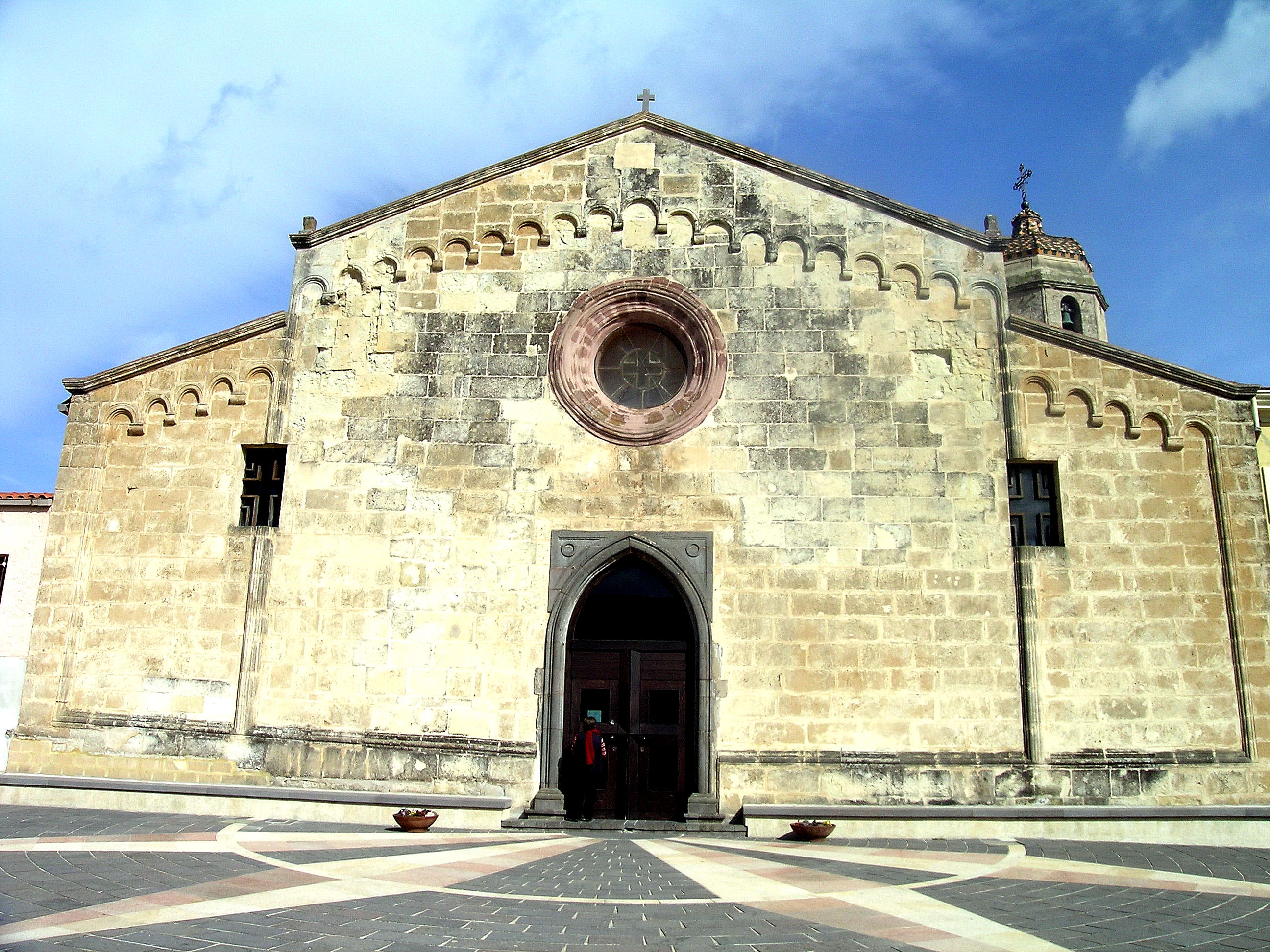
Chiesa di Santa Reparata Narbolia